# St. Stephanus (Oberthal)

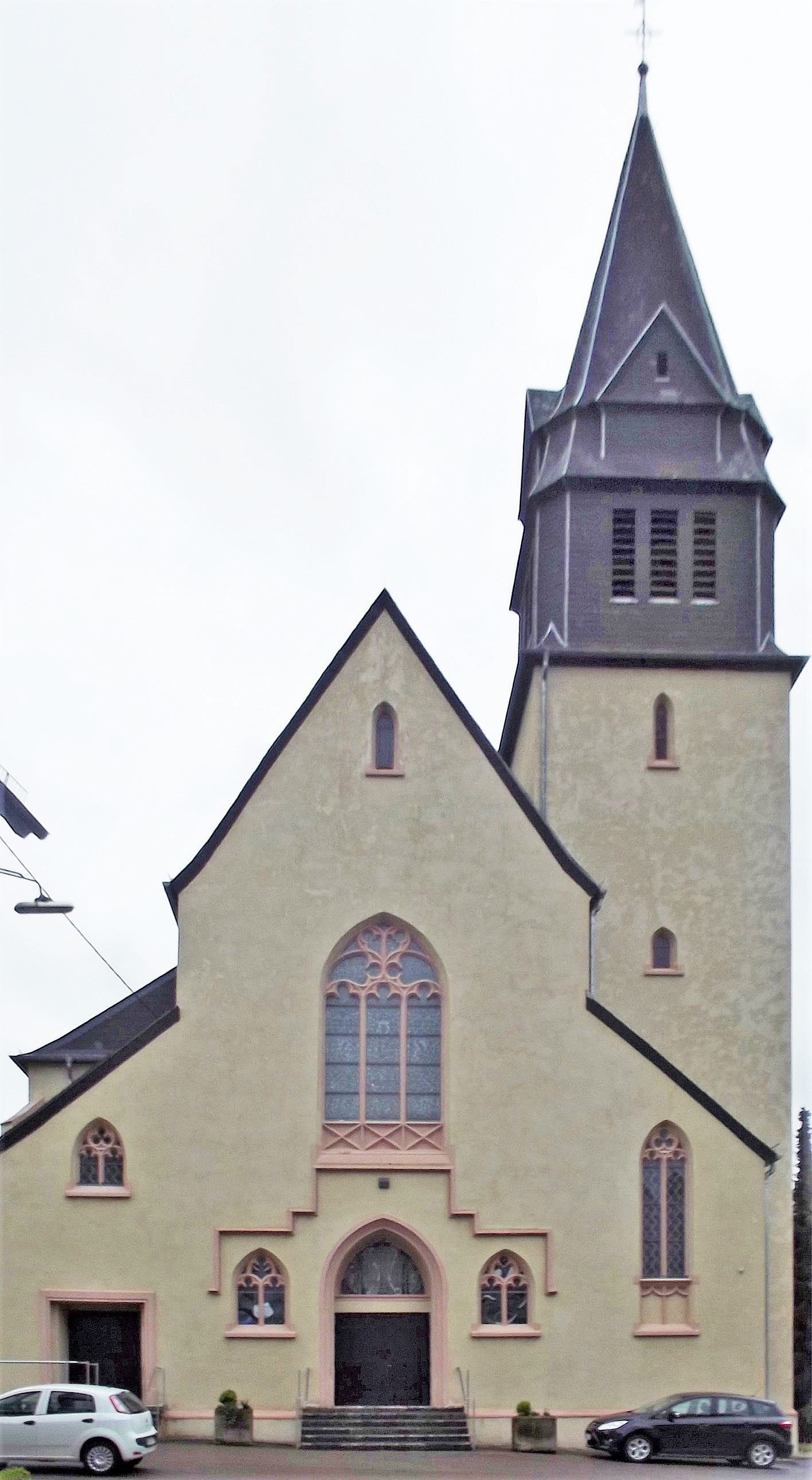
Die katholische Pfarrkirche St. Stephanus in Oberthal

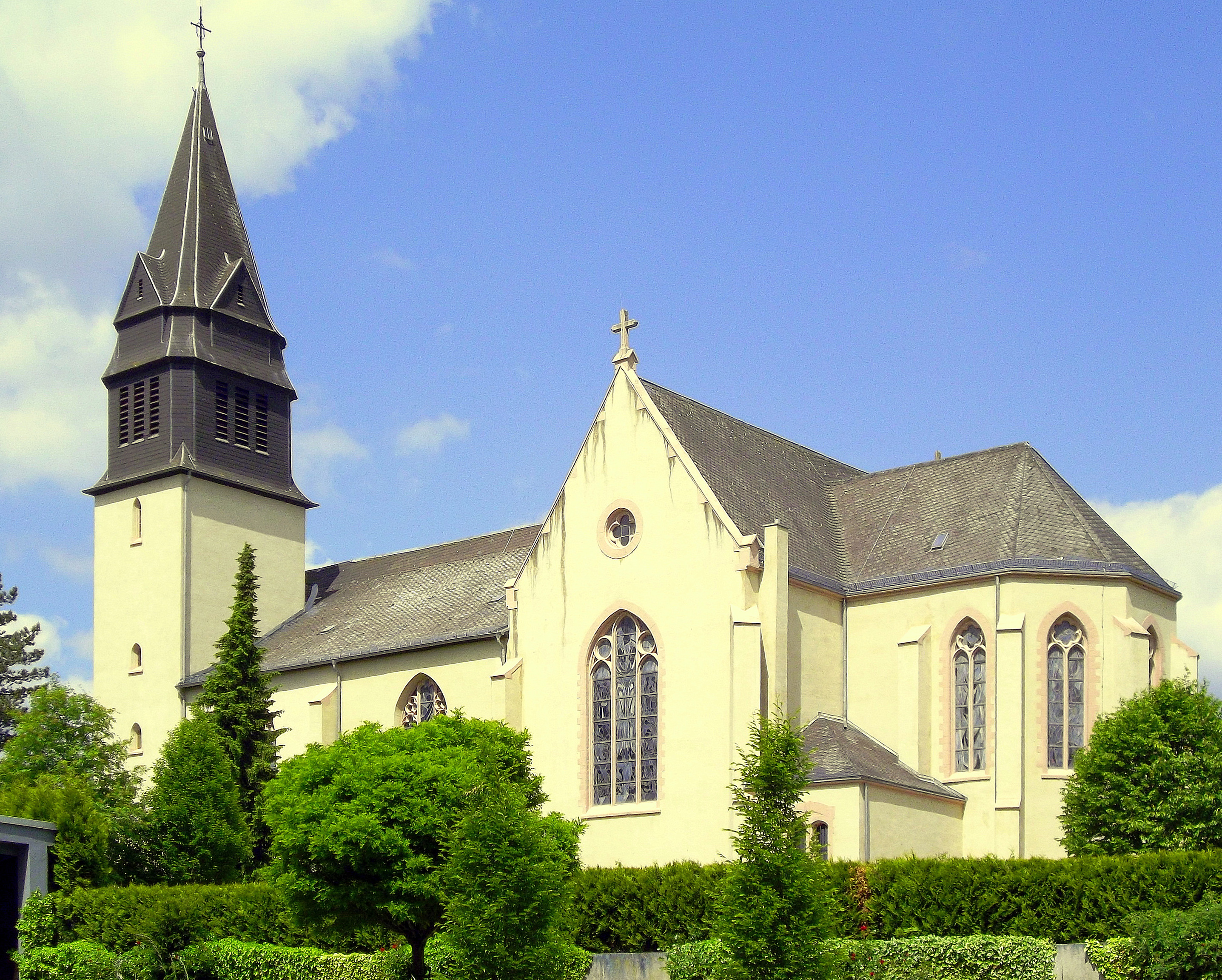
Weitere Ansicht der Kirche

Die Kirche St. Stephanus ist eine katholische Pfarrkirche im saarländischen Oberthal, Landkreis St. Wendel. Sie trägt das Patrozinium des heiligen Stephanus. In der Denkmalliste des Saarlandes ist die Kirche als Einzeldenkmal aufgeführt.

## Geschichte
Im Juni des Jahres 1803 erfolgte durch den Bischof von Metz die Erhebung Oberthals, das zur Pfarrei Bliesen gehörte, zur Vikarie. Der Ort Oberthal, das im Herzogtum Lothringen lag, das wiederum 1766 Teil Frankreichs wurde, war einige Jahre zuvor, während der französischen Revolution, aus den Dörfern Imweiler, Linden und Osenbach entstanden. Am 7. Oktober 1805 wurde Oberthal sukkusal und somit unabhängig von der Pfarrei Bliesen. Zur eigenständigen Pfarrei wurde Oberthal am 28. August 1808. Die Kapelle an der Steffesheck bei Imweiler, deren Errichtung zwischen 1284 und 1399 vermutet wird, diente als Pfarrkirche. Die Kapelle war dem heiligen Stephanus gewidmet und wurde nach einem stattgegebenen Bittgesuch an den Bischof von Metz im Jahr 1805 zu einer Pfarrkirche ausgebaut, in deren Inneren eine Altar aus Trier aufgestellt wurde. Gleichzeitig wurde auch ein Pfarrhaus erbaut.
Als die Stephanuskapelle zu klein wurde und zudem auch bauliche Mängel aufwies, wurde sie abgerissen und durch eine neue Pfarrkirche ersetzt. Am 3. Mai 1823 wurde der Grundstein zum Bau der Kirche unterhalb des Friedhofes gelegt, deren Einweihung bereits am 8. Dezember des gleichen Jahres vorgenommen werden konnte. Bei dem Gotteshaus handelte es sich um eine ca. 200 m² große, einschiffige Hallenkirche mit einem Turm an der Westseite. Der Innenraum hatte eine Flachdecke, und die Fenster waren aus gewöhnlichem Glas gefertigt. Bereits im Jahr 1844 musste der Turm wegen Baufälligkeit abgerissen werden. An seine Stelle trat ein Jahr später ein neuer Turm mit Wetterhahn und Kreuz.
Da sich gegen Ende des 19. Jahrhunderts die Einwohnerzahl von Oberthal gegenüber dem Zeitpunkt der Errichtung der Pfarrkirche im Jahr 1823 mehr als verdoppelt hatte, ließ der am 4. August 1896 sein Amt antretende Pfarrer Peter Wiesen Pläne zur Vergrößerung der Kirche anfertigen. Den Auftrag hierfür erhielt der Architekt Wilhelm Hector (Saarbrücken-St. Johann). Die Grundsteinlegung fand am 10. Juni 1897 statt. Die vergrößerte Kirchenschiff hatte ohne Chorraum und Empore nun eine Fläche von 400 m². Die Baukosten betrugen 35 000 Mark.
Am 10. Mai 1903 löste Johann Menzenbach den nach Kürrenberg/Eifel versetzten Wiesen als neuen Pfarrer ab. Menzenbach ließ zunächst westlich der Kirche ein neues Pfarrhaus errichten, das 1907 bezugsfertig war, und stellte dann im Jahr 1913 beim Bischöflichen Generalvikariat in Trier den Antrag auf Erweiterung der bestehenden Pfarrkirche. Der Ausbruch des Ersten Weltkrieges verhinderte den geplanten Umbau. Erst im Jahr 1922 konnte der Antrag genehmigt werden. Für die Pläne des Umbaus zeichneten die Architekten Ludwig Becker und Anton Falkowski (Mainz) verantwortlich. Nachdem Turm und Langhaus von 1823 abgerissen wurden (der Querbau mit Chor der Hectorschen Erweiterung von 1898 blieb stehen), konnte am 9. September 1923 die Grundsteinlegung der noch heute stehenden Kirche vorgenommen werden. Der Baufirma Jung (Bad Münster am Stein) oblag die Ausführung der Baupläne. Während der Bauarbeiten führte ein Sturm vom 1. auf den 2. November 1924 zum Einsturz des Westgiebels. Der Abschluss der Bauarbeiten konnte im Dezember 1925 vermeldet werden. Der Trierer Weihbischof Antonius Mönch nahm am 19. Juni 1926 die Einweihung vor. Der endgültige Ausbau der Kirche, zu dem u. a. die Aufstellung der Bänke, die Verlegung des Fußbodens, die Errichtung der Kanzel und der Bau der Sakristei gehörten, zog sich aber noch bis 1933 hin.
Da im Laufe des Zweiten Weltkrieges schwere Schäden an der Kirche entstanden, mussten nach dem Krieg Reparaturen am Dach, am Gewölbe und an den Fenstern durchgeführt werden. Im Rahmen dieser ersten Renovierung wurde auch eine Ausmalung der Kirche durch die Firma Feltes vorgenommen. Zwei dabei über den Seitenaltären angebrachte Gemälde wurden später wieder übermalt.
Ende der 1950er Jahre und in den 1960er Jahren kam es zu weiteren Renovierungs-, Umbau- und Umgestaltungsmaßnahmen. So wurde im Jahr 1959 eine Sakristei gebaut und der Chorraum einer Umgestaltung unterzogen, 1961 neue Kirchenfenster eingesetzt und 1965 ein neuer Fußboden verlegt, sowie die Wände des Innenraums erneuert. Im Jahr 1984 wurde eine Außenrenovierung der Kirche durchgeführt, der von 2009 bis 2010 eine grundlegende Außenrenovierung folgte, die mit der Beseitigung eines Seiteneingangs auf der Südseite und der Neuverbleiung eines Seitenfensters einherging.

## Architektur und Ausstattung

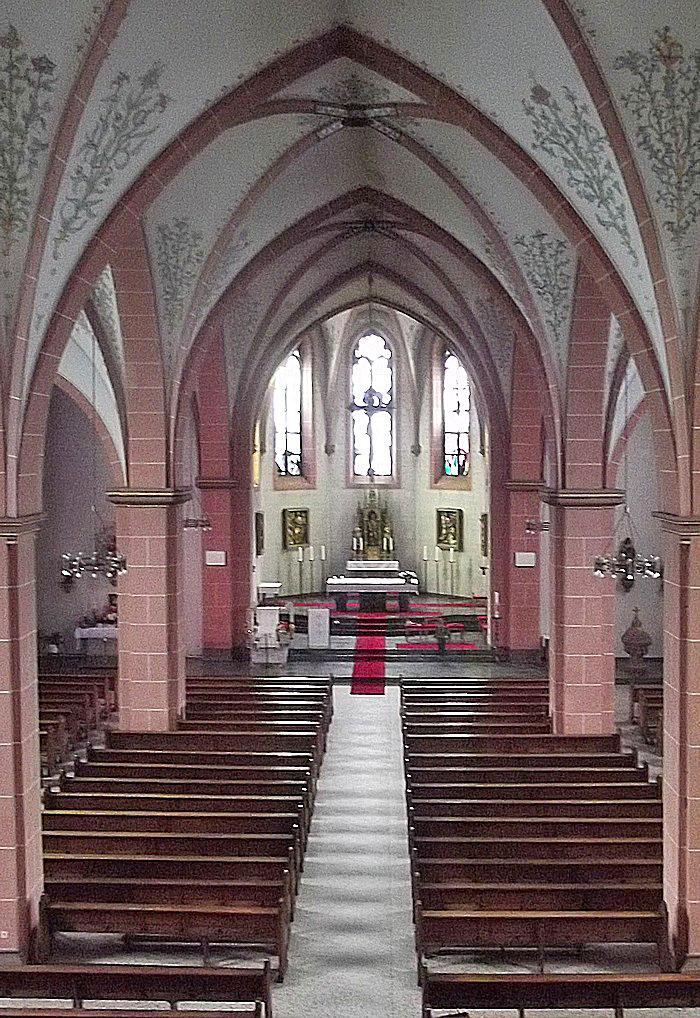
Blick von der Empore ins Innere der Kirche

Das Kirchengebäude wurde im Stil des Historismus erbaut, wobei besonders auf neugotische Stilelemente zurückgegriffen wurde. Bei der Oberthaler Pfarrkirche handelt es sich um eine dreischiffige Hallenkirche. Das Langhaus, unterteilt sich in ein Mittelschiff und zwei Seitenschiffe, wobei das Mittelschiff eine Unterteilung in vier Joche und die Seitenschiffe in drei Joche aufweisen. Im vierten, westlichsten Joch des Mittelschiffes ist eine Empore untergebracht, auf der die Orgel aufgestellt ist. An das Langhaus schließt sich ein fünfseitiger Chor mit polygonalem Abschluss an. Die Decken der drei Schiffe werden von Kreuzrippengewölben geformt. In den Gewölbefeldern befinden sich Malereien mit floralen Motiven. Der Kirchturm mit Spitzhelm ist im Westen seitlich an das Mittelschiff angebaut.
Erwähnenswert sind die gestifteten Kirchenfenster, die 1926 von der Firma Dornhoff (Trier) entworfen und eingesetzt wurden. Sie zeigen als Motive die heilige Dreifaltigkeit (im Chor der Kirche, mittleres Fenster), die Embleme der vier Evangelisten (in den Spitzen der Seitenchorfenster), den heiligen Stephanus, den heiligen Matthias, den heiligen Franziskus, die heilige Barbara, die heilige Elisabeth, Mutter Anna, die heiligen Schutzengel und den heiligen Karl Borromäus (im Langschiff).
Die Fenster des Taufschiffes zeigten die Taufe Jesu im Jordan, die beiden das Hauptportals flankierenden Fenster erhielten eine Darstellung der Verkündigung der Geburt Christi sowie die Beweinung Christi und das Fenster über der Orgelempore, das den Abschluss des Mittelschiffes nach Westen bildet, zeigt die heilige Cäcilia.

## Glocken
In der Stephanuskapelle hing eine von Johann Hans aus Imweiler gestiftete Glocke, die im Jahr 1762 vermutlich in Zweibrücken gegossen wurde. Diese Glocke wurde in die 1823 neu errichtete Pfarrkirche übernommen. Nachdem ein Sprung die Glocke im Jahr 1835 schließlich unbrauchbar machte, entschloss man sich in Zweibrücken zwei neue Glocken gießen zu lassen. Bereits 1851 sprang die kleinere der beiden Glocken, die der Mutter Gottes geweiht und ein Gewicht von 293 ¼ Pfund hatte. Die größere, 281 kg schwere Glocke trug eine Inschrift in lateinischer Sprache, die ins Deutsche übersetzt wie folgt lautet: „Die Pfarrei Oberthal hat mich zur Ehre des Heiligen Stephanus, des Erzmartyrers, gießen lassen 1837 durch Peter Lindemann in Zweibrücken.“ Die große Glocke wurde während des Ersten Weltkrieges im Jahr 1917 vom Kriegsministerium beschlagnahmt und zur Munitionsherstellung abtransportiert. Nach dem Krieg wurden 1923 zu einer noch vorhandenen Glocke zwei zusätzliche angeschafft, von denen eine dem heiligen Donatus und die andere dem heiligen Johannes geweiht war. Ende 1925 wurde das dreistimmige Geläut zu einem vierstimmigen erweitert, indem eine vierte Glocke mit einem Gewicht von 1242 kg angeschafft wurde. Zum Osterfest 1926 läuteten die vier Glocken zum ersten Mal zusammen. Diese Glocken wurden während des Zweiten Weltkrieges zu Kriegszwecken beschlagnahmt.
Das heutige aus vier Glocken bestehende Geläut wurde 1951 angeschafft. Gegossen wurde es von der Firma Causard (Colmar/Elsass). Die Glocken tragen die Namen Heiliger Stephanus, Heilige Maria, Heilige Barbara und Heiliger Donatus.

## Orgel

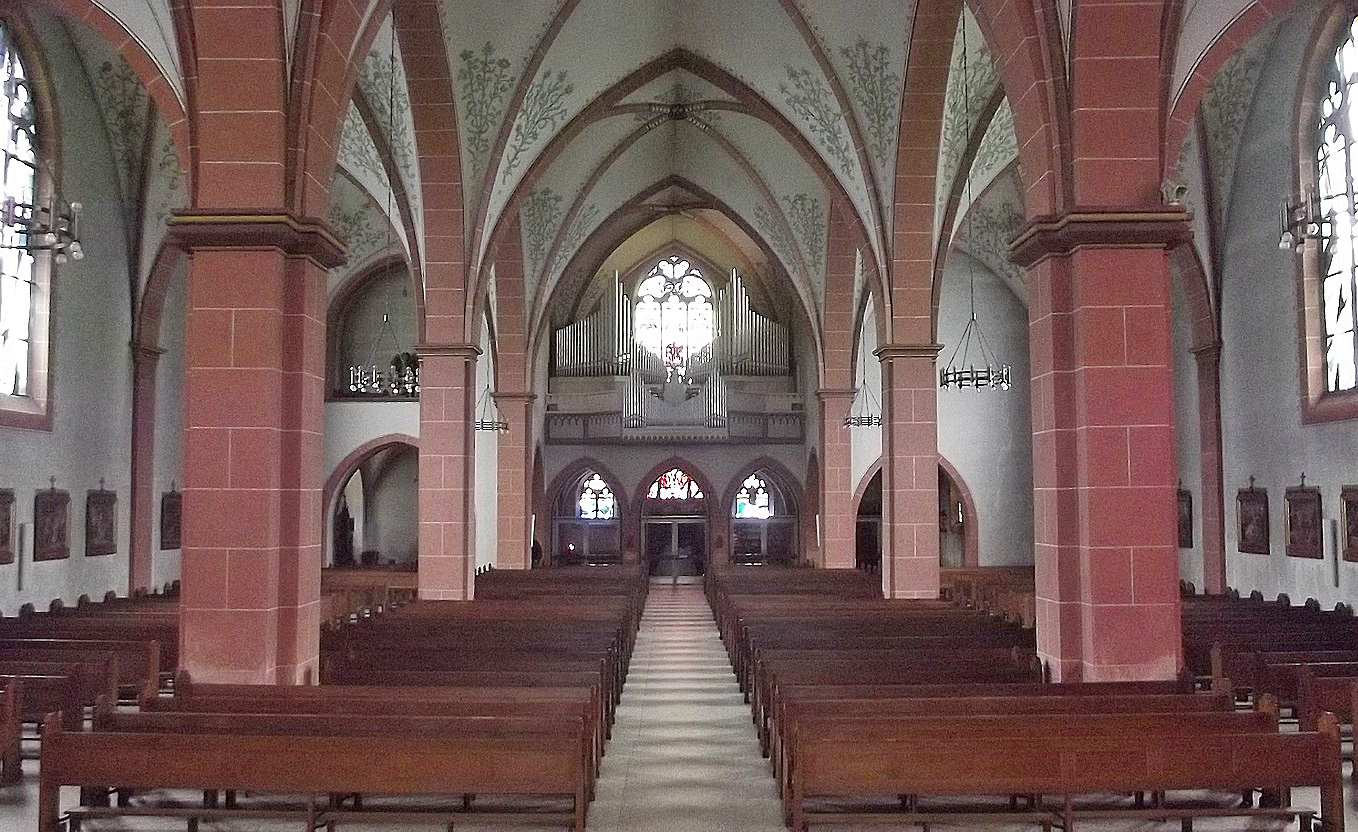
Blick vom Altarraum Richtung Orgelempore

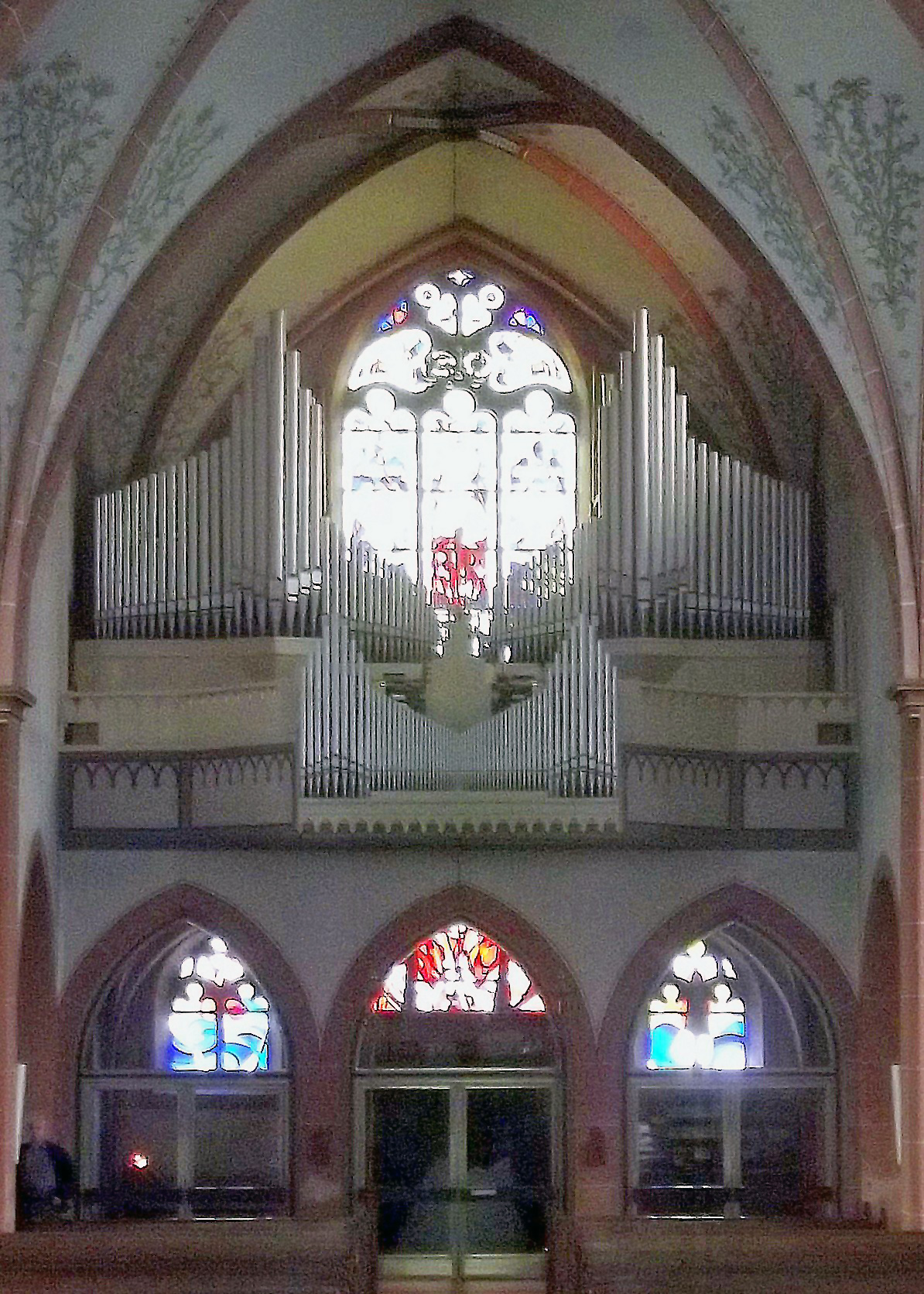
Orgelprospekt

Die Orgel der Kirche wurde von der französischen Orgelbaufirma Haerpfer & Erman (Boulay) erbaut und am 22. November 1950 feierlich eingeweiht. Die Kosten betrugen 4 785 000 FRF.
Das Kegelladen-Instrument ist auf einer Empore aufgestellt und verfügt über 32 (37) Register, verteilt auf 3 Manuale und Pedal. Die Spiel- und Registertraktur ist elektropneumatisch. Die Disposition lautet wie folgt:
| I Rückpositiv C–g3 |            |        |
| 1.                 | Nachthorn  | 8′     |
| 2.                 | Prinzipal  | 4′     |
| 3.                 | Oktavin    | 2′     |
| 4.                 | Terz       | 1 3⁄5′ |
| 5.                 | Zimbel III |        |
| 6.                 | Krummhorn  | 8′     |

| II Hauptwerk C–g3 |            |     |
| 7.                | Quintade   | 16′ |
| 8.                | Prinzipal  | 8′  |
| 9.                | Dulciana   | 8′  |
| 10.               | Gedeckt    | 8′  |
| 11.               | Prestant   | 4′  |
| 12.               | Spitzflöte | 4′  |
| 13.               | Oktave     | 2′  |
| 14.               | Mixtur III |     |
| 15.               | Trompete   | 8′  |

| III Schwellwerk C–g3 |                       |       |
| 16.                  | Geigenprinzipal       | 8′    |
| 17.                  | Flûte harmonique      | 8′    |
| 18.                  | Salicional            | 8′    |
| 19.                  | Italienisch Prinzipal | 4′    |
| 20.                  | Querflöte             | 4′    |
| 21.                  | Nasat                 | 2 ⁄3′ |
| 22.                  | Waldflöte             | 2′    |
| 23.                  | Scharff IV–V          |       |
| 24.                  | Fagott                | 16′   |
| 25.                  | Fagott-Oboe           | 8′    |
| 26.                  | Clairon               | 4′    |
|                      | Tremulant             |       |

| Pedal C–f1 |                           |         |
|            | Großbass (Gruppenzug)     | 32′     |
| 27.        | Prinzipalbass             | 16′     |
| 28.        | Subbass                   | 16′     |
|            | Zartbass (= Nr. 7)        | 16′     |
| 29.        | Quintbass                 | 10 2⁄3′ |
| 30.        | Oktavbass                 | 8′      |
|            | Gedecktbass (aus Nr. 28)  | 8′      |
| 31.        | Choralbass                | 4′      |
|            | Gedecktflöte (aus Nr. 28) | 4′      |
|            | Nachthorn (aus Nr. 28)    | 2′      |
| 32.        | Bombarde                  | 16′     |

- Koppeln:

- - Normalkoppeln: I/II, III/II, III/I, I/P, II/P, III/P
  - Suboktavkoppeln: I/I,  I/II, III/II, III/III
  - Superoktavkoppeln:  I/II, III/II, III/III
- Spielhilfen: 2 freie Kombinationen, 2 freie Pedalkombinationen, Tutti, Crescendotritt, III Ab, Kollektivzug